# Freie Wahl (1573)
Die Freie Wahl von 1573 war die insgesamt erste ihrer Art zur Bestimmung des Königs und Großfürsten der Königlichen Republik der polnischen Krone und des Großfürstentums Litauen durch den Adel in seiner Gesamtheit. Sie fand zwischen dem 5. April und 16. Mai 1573 im Hinblick auf den Tod von Sigismund II. August statt.

## Ausgangslage
Sigismund II. starb wahrscheinlich an einer Tuberkuloseerkrankung am 7. Juli 1572. Der Tod kam für die Eliten der Rzeczpospolita nicht unerwartet, da sich sein gesundheitlicher Zustand seit dem Frühling verschlechtert hatte. Dennoch verbreitete sich unter den Bürgern Unruhe, weil die Nachfolge eines nachkommenlosen Königs nicht reguliert war. Die interimistische Führung durch Ämter und Gerichte weckte bei der Bevölkerung Angst vor anarchischen Verhältnissen. Darüber hinaus kam es zwischen den beiden Staaten der Personalunion zu Auseinandersetzungen. Das Großfürstentum Litauen forderte die Rückgabe der Woiwodschaften Kiew und Podlachien sowie der Gebiete Podlachien und Wolhynien, die im Zuge der Lubliner Union in das Königreich Polen eingegliedert wurden. Differenzen zwischen der Exekutionsbewegung und den Magnaten sowie den Katholiken und Protestanten blieben auch weiterhin bestehen. Zusätzlich bahnte sich ein Konflikt zwischen Groß- und Kleinpolen an.

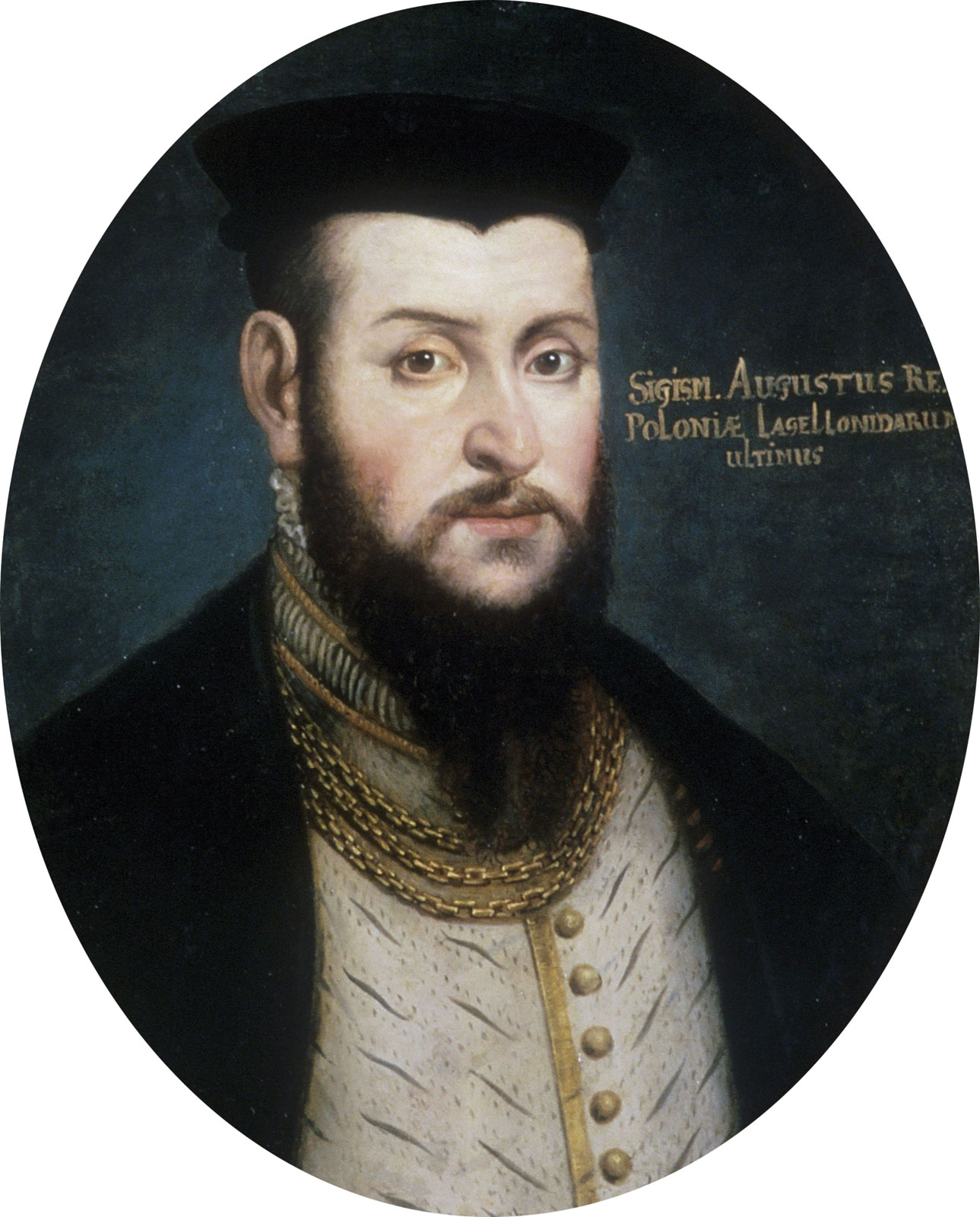
Sigismund II. August (porträtiert von Marcin Ostrowski)

Bereits zuvor versammelten sich geistliche Senatoren aus Großpolen, aufgrund des schlechter werdenden Zustandes von Sigismund August, in Łowicz. Die Anwesenden sprachen sich dafür aus, dass der ranghöchsten Senator Jakub Uchański kommissarisches Staatsoberhaupt werden sollte. Uchański war gleichzeitig Primas Poloniae und Erzbischof von Gniezno. Ein zweites Lager etablierte sich um den Marschall der Krone und Krakauer Starosten Jan Firlej. Als ranghöchster Vertreter der weltlichen Senatoren und zugleich informeller Anführer der Kalvinisten erhob auch er Anspruch auf das Amt des Interrex. Der in Łowicz hervorgegangene Beschluss stieß bei der kujawischen und großpolnischen Szlachta auf Ablehnung. Firlej wurde hingegen durch die mangelnde Unterstützung des protestantischen Woiwoden Piotr Zborowski geschwächt. Zwischen den groß- und kleinpolnischen Senatoren gab es außerdem Meinungsverschiedenheiten über das Wahlverfahren. Während die Senatoren aus Kleinpolen – unterstützt durch die Magnaten Jan Zamoyski und Mikołaj Sienicki – eine „electio viritim“ forcierten, befürchteten die großpolnischen Senatoren Chaos. Ihre Akzeptanz galt einer Königswahl über Repräsentanten.
Nach dem Tod des Königs begann sich der Adel zu organisieren. Im Königreich Polen kam es zu mindestens 16 Adelsversammlungen. Folglich bildeten sich Generalkonföderationen, welche die innere und äußere Sicherheit gewährleisteten.  Rechtsfälle wurden den Femegerichten übertragen, da die gewöhnlichen Gerichte im Namen des Herrschers urteilten. Auf Drängen des Adels wurde in Kaski ein Zusammentreffen aus groß- und kleinpolnischen Würdenträgern organisiert. Infolgedessen einigten sich die Parteien einen Konvokationssejm (polnisch Sejm konwokacyjny) in Warschau abzuhalten. Neben der Durchführung der Königswahl war dieser ebenfalls bevollmächtigt sich mit dem Schutz der Staatsgrenze, der Außenpolitik und monetären Angelegenheiten zu befassen.
Zu Beginn des Interregnums blieb die Kandidatenfrage zweitrangig. Das Hauptaugenmerk war auf das Wahlrecht und die Beseitigung von Gesetzeslücken gerichtet, um eine Willkürherrschaft des Königs zu unterbinden.

## Konvokationssejm

Konföderation von Warschau

Der Konvokationssejm wurde erstmals am 6. Januar 1573 einberufen. Der Adel negierte seine Rechtmäßigkeit, da es nur dem König vorbehalten war eine Versammlung einzuberufen. Um den Einfluss des Senats einzuschränken, wurde auf die Ernennung eines Marschalls verzichtet. Zudem wurden die Sitzungen rotierend von Abgeordneten aus jeweils anderen Woiwodschaften geleitet. Infolgedessen konnte der Wahltermin festgelegt, die Femegerichte gebilligt und vereinheitlicht sowie neue Steuern eingeführt werden. Überdies war jedem Szlachcic die Teilnahme an der Königswahl gestattet, wobei die Anwesenheit nicht obligatorisch war.
Die Wahl sollte in der Region Masowien bei Warschau abgehalten werden, was sich aufgrund der örtlichen Konfessionszugehörigkeiten günstig für die katholische Fraktion auswirkte. Um den Religionsfrieden aufrechtzuerhalten und eine reibungslose Wahl zu ermöglichen, wurde der Warschauer Religionsfriede erlassen. Zum Konvokationssejm erschienen keine litauischen Adligen, sondern nur Beobachter, die von litauischen Senatoren entsandt wurden. Zwar blieb die Forderung des Großfürstentums die ehemaligen, litauischen Gebiete zurückzugeben auch weiterhin bestehen, jedoch hielt sich die Gefahr einer Aufkündigung der Lubliner Union aufgrund der russischen Bedrohung in Gestalt des Zaren Iwan IV. in Grenzen.

## Kandidaten

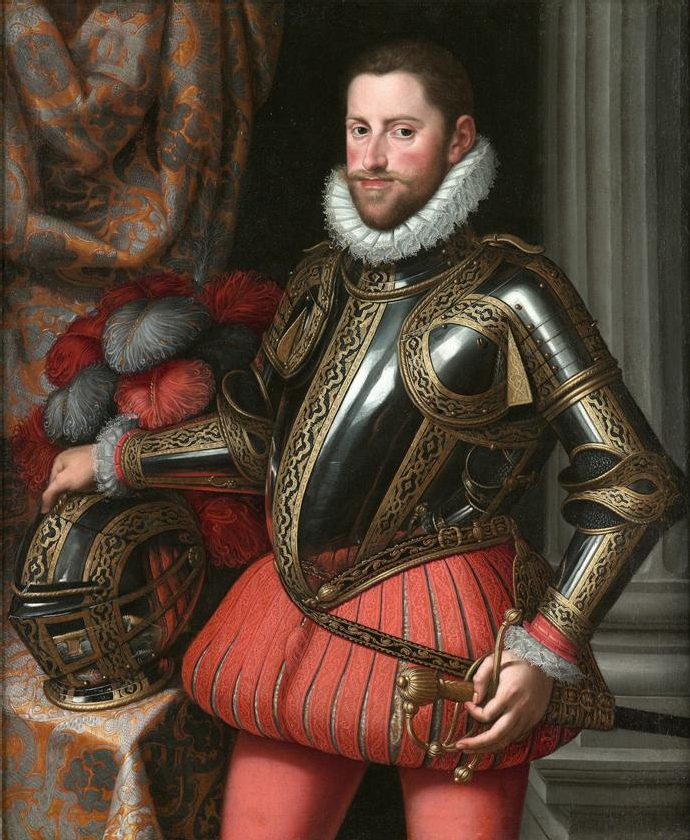
Ernst von Habsburg (porträtiert von Martino Rota)

Der aussichtsreichste Kandidat für den Königsthron im Zeitraum vor den Wahlen und zu Beginn des Wahlsejms (polnisch Sejm elekcyjny) war Ernst von Habsburg, der die Unterstützung des Primas Jakub Uchański genoss. Positiv für die Kandidatur wirkten sich auch die guten Beziehungen zwischen Polen-Litauen und dem Heiligen Römischen Reich aus. Diese verbesserten sich, nachdem Sigismund II. die Expansionspolitik in Tschechien und Ungarn aufgegeben hatte. Der Adel befürchtete allerdings eine aristokratische Herrschaft und somit die Unterrepräsentation der Stände; die Habsburgermonarchie war dafür bekannt, die Dynastie über die territoriale Integrität zu stellen. Es gab Überlegungen über ein mögliches Bündnis der Habsburger mit Russland gegen das Osmanische Reich, wobei aber Befürchtungen bestanden, dass dieses mit kompensatorischen Gebietsabtretungen an Russland verbunden sein könnte. Große Bedenken hatten ebenfalls die Protestanten, da sie von einer Begrenzung der politischen und religiösen Freiheiten ausgingen.
Viele Protestanten waren dem Schweden Johann III. (Ehemann von Katharina Jagiellonica) zugeneigt, weil er mit der Weiterführung der Jagiellonentradition assoziiert wurde. Der Bewerber hatte jedoch aufgrund seines protestantischen Glaubens nur geringe Erfolgsaussichten. Außerdem untersagte das schwedische Recht dem Herrscher einen Aufenthalt außerhalb der Landesgrenzen. Der Sohn Sigismund III. war zwar katholischen Glaubens, wurde aber aufgrund seiner Minderjährigkeit nicht weiter in Betracht gezogen.
Noch zu Lebzeiten von Sigismund II. wurde der Piastenherzog Friedrich III. als möglicher Nachfolger gehandelt. Dieser verstarb indes im Jahre 1570. Dessen Sohn Heinrich XI. disqualifizierte sich angesichts seines verschwenderischen Lebensstils. Des Weiteren bestand bei einem Kandidaten aus der Rzeczpospolita (analog zu Johann Zápolya) die Gefahr eines Bürgerkriegs.

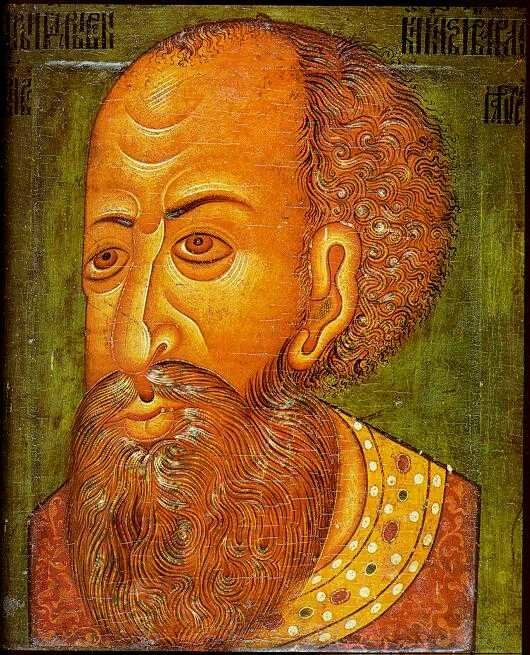
Iwan der Schreckliche (unbekannter Maler)

Ein ernstzunehmender Thronanwärter war der russische Zar Iwan IV. Auch sein Sohn Fjodor I. wurde mitberücksichtigt. Trotz des Wissens über die sadistische Neigung des Zaren und seiner Gräueltaten (siehe Opritschnina) wurde die litauische Kandidatur von dem Adelsgeschlecht Radziwiłł und einer Vielzahl polnischer Adligen befürwortet. Die Unterstützer versprachen sich von dem Zaren ein Ende der andauernden Grenzkonflikte. Weiterhin wird vermutet, dass den Adligen der Exekutionsbewegung sein bedingungsloses Vorgehen gegen die Bojaren zugesagt haben könnte. Im Gegensatz zum Habsburger wurde der Rurikide mit einer Ausweitung der Adelsprivilegien in Verbindung gebracht. Eine Bevorzugung der orthodoxen Kirchen mit der einhergehenden Verfolgung Andersgläubiger wurde im Übrigen nicht befürchtet.
Trotz des Empfangs der litauischen Gesandtschaft zeigte der Zar sowohl selbst als auch für seinen Sohn kein Interesse an der polnischen Krone. Iwan IV. garantierte dem Adel zwar Privilegien, stellte aber gleichzeitig nicht akzeptierbare Forderungen nach einer Inkorporation des Großfürstentums Litauen bis zur Düna durch das Zarentum und den Zusammenschluss von Polen, Litauen und Russland in eine politische Einheit mit Erbmonarchie. Schlussendlich wurde die Kandidatur verworfen, nachdem der Zar keine Gesandten zum Wahlsejm entsandt hatte. Die Unterstützung der Familie Radziwiłł war vermutlich durch politisches Kalkül motiviert, um das Risiko einer russischen Invasion in das Großfürstentum Litauen während des Interregnums zu minimieren.

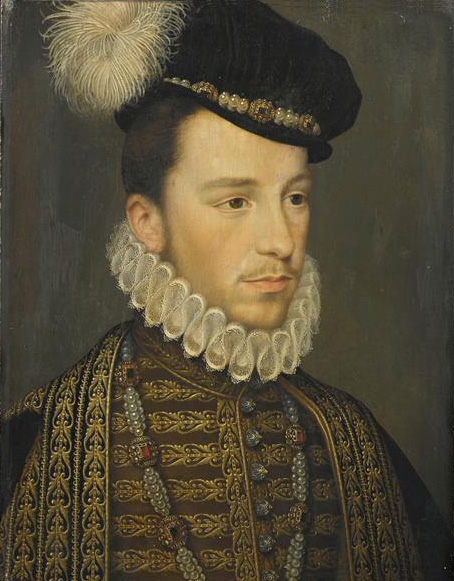
Heinrich III. (porträtiert von Jean de Court)

Ein weiterer aussichtsreicher Bewerber war Heinrich III., Bruder des französischen Königs Karl IX. Seine Kandidatur wurde bereits zu Lebzeiten von Sigismund II. taxiert. Im Jahr 1566 machte der Hofzwerg Jan Krassowski Caterina de’ Medici über eine mögliche Kandidatur ihres Sohnes für den polnischen Thron aufmerksam. Frankreich verknüpfte mit der Kandidatur von Heinrich III. eine Verringerung der habsburgischen Einflüsse, einen neuen Verbündeten gegen das „Haus Rakuski“ sowie wirtschaftliche Vorteile durch den Handel auf der Ostsee. Karol IX. konnte wiederum auf diese Weise seinen potentiellen Konkurrenten Henri von Valois loswerden. Das französische Königshaus entsandte noch vor dem Tod von Sigismund Jean de Monluc de Balagny, dem es gelang die Unterstützung des Adelsgeschlechts Zborowski sowie des Großkanzlers der Krone Walenty Dembiński zu gewinnen. Eine offizielle Delegation um den Bischof von Valence Jean de Monluc wurde am 17. August 1572 entsandt. Dem begabten Botschafter Monluc gelang es den französischen Kandidaten erfolgreich zu propagieren, sodass ihm auch seine unklare Rolle bei der Bartholomäusnacht keinen Schaden zugeführt hatte. Trotz des Massakers an den Hugenotten idealisierte Monluc den französischen Thronanwärter als tolerante Persönlichkeit. Gleichzeitig warben die Franzosen in den Staaten des Heiligen Römischen Reiches, Venedig, Rom und dem Osmanischen Reich für Heinrich III. Von großer Bedeutung war die Unterstützung des apostolischen Legats Giovanni Commendone, der in Folge von Intrigen durch die habsburgische Fraktion (veranlasst durch den Primas Stanisław Karnkowski sowie dem Apostolischen Nuntius und Erzbischof Vincenzo dal Portico) zunehmend irritiert war. Henri von Valois kam weiterhin die Furcht vor einer starken Habsburgermonarchie und die Hoffnung auf ein baldiges Ende der Türkenkriege infolge guter französisch-osmanischer Beziehungen zugute. Zudem bot ein wohlhabender Herrscher die Möglichkeit die Haushaltssituation aufzubessern.

## Wahl

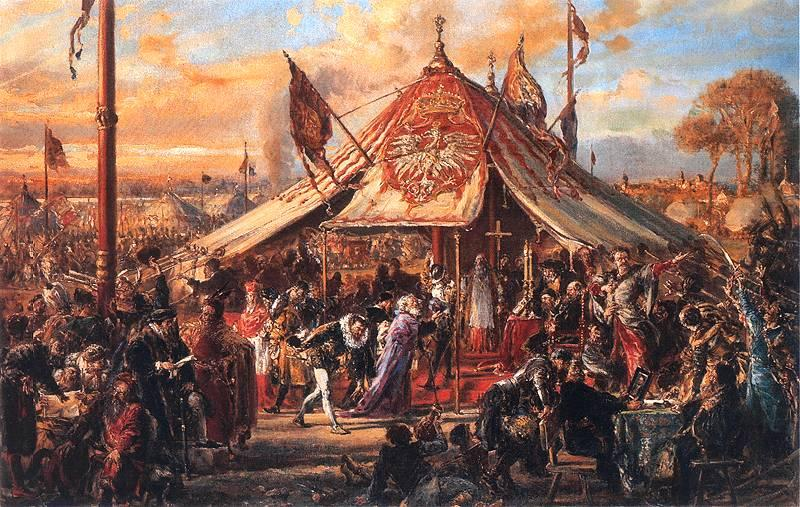
Die Rzeczpospolita auf dem Zenit ihrer Macht. Goldene Freiheit. Die Wahl im Jahre 1573 (gemalt von Jan Matejko)

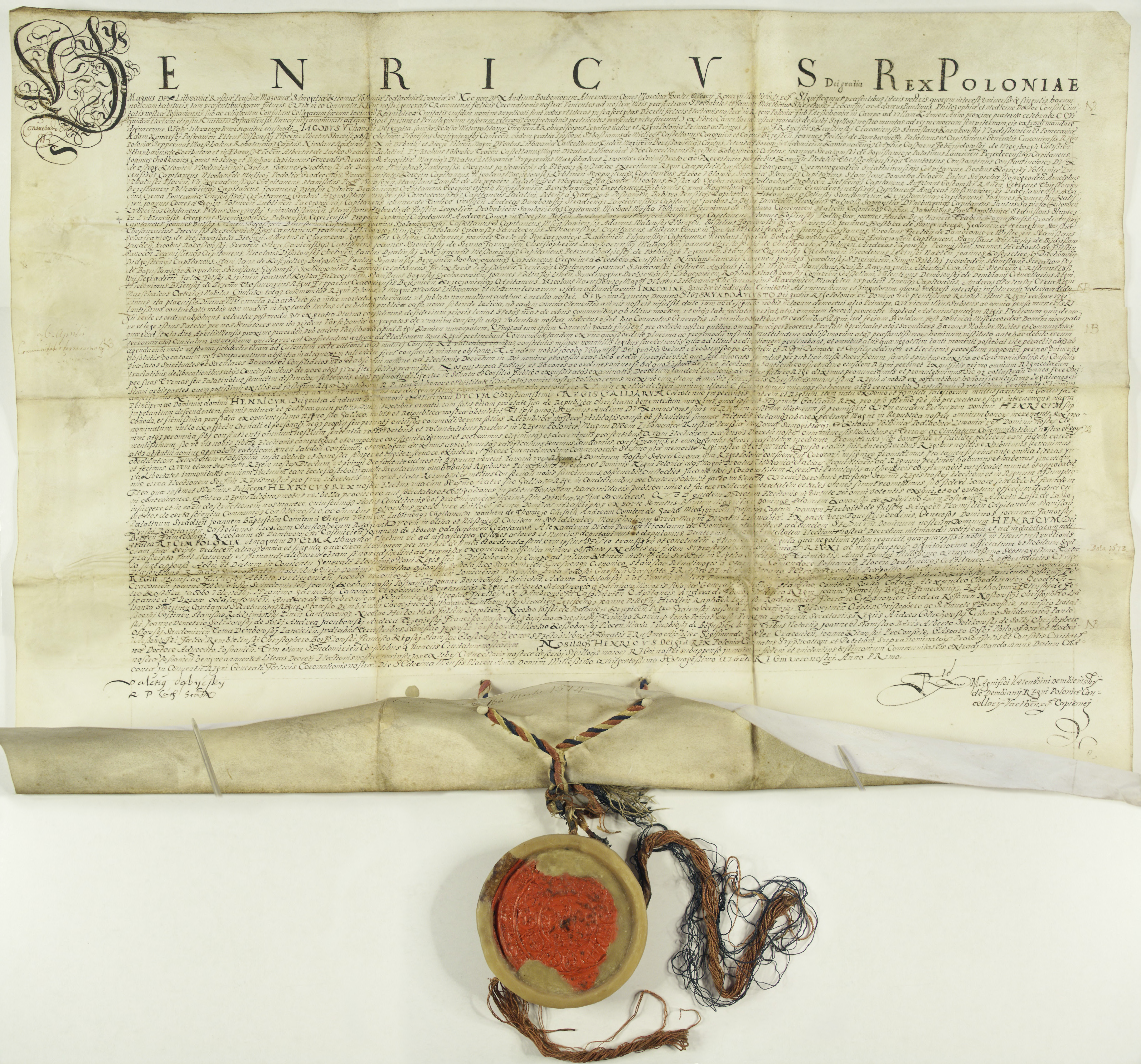
Eine Abschrift des Wahlprotokolls von Heinrich III. für die Stadt Posen

Der Wahlsejm begann am 5. April 1573 auf dem Wahlfeld in Kamion. Aufgrund des harten und langanhaltenden Winters waren nur wenige Adlige aus entfernten Provinzen angereist, wohingegen der masovische Adel zahlreich erschienen war. Der Wahlsejm tagte auf einem – durch einen Wallgraben eingegrenzten – Platz, der für die Senatoren bestimmt war. Ringsum wurden die Adligen nach den jeweiligen Woiwodschaften eingeteilt. Neben der habsburgischen, schwedischen, russischen und französischen Kandidatur wurde Herzog Albrecht Friedrich von Preußen berücksichtigt. Ohne namentliche Nennung wurde ein Piasten-König bedacht. Die Kandidatur von Johann III. entfiel, nachdem sein größter Unterstützer Jan Firlej mit einer bewaffneten Einheit samt Kanonen erschienen war. Ihm wurde vorgeworfen die Wahl gewaltsam beeinflussen zu wollen.
Iwan IV. verzichtete darauf eine Gesandtschaft zu entsenden. Die geäußerten Forderungen Litauen in das Zarentum eingliedern zu wollen, wurden auch für Ernst von Habsburg zum Verhängnis. Gerüchte zufolge sollte eine russisch-habsburgische Allianz zur Teilung des Staatenbundes führen. Die Aufstellung eines Piasten wurde zur Farce, nachdem ein gewisser Piotr Opaliński den einfachen Szlachcic aus Bydgoszcz Wawrzyniec Słupski vorgeschlagen hatte. Zunehmende Beliebtheit erfuhr Valois, der mit Erfolg von Monluc beworben wurde. Während der Präsentation der einzelnen Bewerber imponierte Monluc dem Adel mit einer dreistündigen, von Versprechen geprägte Ansprache. Die Rede wurde bereits zuvor in die polnische Sprache übersetzt und in 1500 gedruckten Exemplaren an die Wahlberechtigten verteilt. Heinrich III. bekam die Unterstützung von Anna Jagiellonica, die ein hohes Ansehen unter dem masovischen Adel genoss. Für 100.000 Dukaten und dem Versprechen einer Revision der Lubliner Union erkaufte sich Monluc die Unterstützung der Adelsgeschlechter Radziwiłł und Chodkiewicz. Letztere stellten die Mehrheit der anwesenden Litauer dar, welche mit der Drohung die Union von Lublin aufzukündigen, ein großes Druckmittel besaßen.
Die Anhörung der Gesandtschaften aus den Nachbarländern, monetäre und militärische Angelegenheiten sowie Auseinandersetzungen im Königlichen Preußen zogen die Wahl in die Länge. Anfang Mai setzte der masovische Adel den Primas unter Druck mit der Königswahl zu beginnen und drohte die Wahl ansonsten in Eigenregie abzuhandeln. Die Einsammlung der Stimmzettel erfolgte zwischen dem 3. und 9. Mai. Heinrich III. ging daraus mit einer Führung in 22 zu 10 Woiwodschaften als klarer Sieger hervor. Am darauffolgenden Tag verließ das gegnerische Firlej-Lager Kamion und begab sich nach Grochów. Zur Vorbeugung einer Verselbstständigung und Doppelwahl wurde der Vermittler Piotr Zborowski abgeordnet. Ein Konsens erfolgte wahrscheinlich, nachdem die Fraktion von Heinich III. den in der Konföderation von Warschau verankerten Religionsfrieden bekräftigt hatte. Am 11. Mai 1573 nominierte Primas Uchański Henri von Valois zum König von Polen und Großfürsten von Litauen. Die französische Gesandtschaft legte daraufhin den obligatorischen Eid auf die Articuli Henriciani und der Pacta conventa ab. Am 16. Mai wurde Heinrich III. durch den Marschall der Krone Jan Firlej zum neuen König proklamiert. Seine Krönung folgte am 21. Februar 1574.